# Новобасанський район
Новобасанський райо́н — колишній район, який розташовувався на півдні Чернігівської області з центром у селі Нова Басань.

## Географія
Межував із Бобровицьким, Носівським районами Чернігівської та із Згурівським, Баришівським і Броварським районами Київської області.
 Через територію колишнього району пролягає автошлях Київ-Суми. У геоморфологічному відношенні територія відноситься до Лівобережної Придніпровської рівнини, розміщеної на древній терасі Дніпра.
Також є Новобасанське родовище суглинку, що не розробляється.

### Історія району
Район заснований 7 березня 1923 року як складова Ніжинської округи з частини території Козелецького повіту, а саме територій колишніх Новобасанської, Новобиківської, Ядлівської волостей Чернігівської губернії. Територія району у 1923 році становила 346,2 квадратного кілометра, населення — 30136 осіб. Густота населення — 87 осіб на км².
Постановою ВУЦВК УСРР від 10 грудня 1924 р.: "перечислити х.Піски Бобровицького району до складу Новобасанського району.
На 1 січня 1926 року район мав площу 515,1 км², населення — 38039 осіб, сільрад — 10..
13 червня 1930 року Ніжинська округа розформована з приєднанням території до Чернігівської округи. Відповідно район став ненадовго частиною Чернігівської округи.
З 15 вересня 1930 року адміністративно-територіальний поділ УССР на округи був скасований. Було встановлено 503 окремі адміністративні одиниці, в тому числі 484 райони, серед яких і Новобасанський.
Постановою ВУЦВК і РНК УСРР  № 3 (33) від 3 лютого 1931 р. «Про реорганізацію районів УСРР» район був ліквідований, а його територія і населення включені до складу Бобровицького району.
17 лютого 1935 р. район відновлено.
1936 рік. Територія району  - 731,8  кв.км. населення – 52640 осіб.  Сільрад -17.
З постанови Президії ЦВК УСРР від 26 травня 1936 р.: перечислити …
хутір Тімки Мочалищенської сільради Ново-Басанського району до складу Старо-Басанської сільради Бобровицького району;
Указом Президії Верховної Ради УРСР від 24.9.1945 «Про утворення Гаврилівської сільради в складі Новобасанського району, Чернігівської області" в районі створено Гаврилівську сільраду з центром в хуторі Гаврилівка, який надалі іменувати село Гаврилівка.
Указом Президії Верховної Ради УРСР від 12.3.1949 року «Про перечислення Перемогівської сільської Ради, Новобасанського району, … до складу Баришівського району, Київської області» село Перемога (до 1945 року - Ядлівка) відійшла від Новобасанського району.
Район ліквідований Постановою Верховної Ради УРСР "Про утворення та ліквідацію районів" від 10.09.1959 р.

### Склад району
Населені пункти району у 1924 році (кількість населення):
- с. Білоцерківці (1724 осіб)
- с. Бригинці (1295)
- Радгосп Губсільгоспсоюзу (16)
- с. Козацьке (3331)
- с. Кулажинці (925)
- с. Русанів (2935)
- м.  Нова Басань (8341)
- х.  Миколаїв  (798)
- м. Новий Биків (3164)
- Призаводгосп (14)
- Цукровий завод (465)
- с. Петрівка (3793)
- Призаводгосп  Новобиківського цукрового заводу (24)
- х. Рокитне (575)
- х. Бірки (397)
- х. Дідове (54)
- х .Красне (153)
- с. Старий Биків (1755)
- Радгосп Олександрія (Овеча Верба) (20)
- с. Ядлівка (4592)

Населені пункти району у 1927 році (кількість населення згідно перепису 1926 року):
- с. Білоцерківці (1771 осіб)
- с. Бригинці (1296)
- с. Козацьке (3453)
- с. Кулажинці (944)
- с. Русанів (2971)
- м.  Нова Басань (8715)
- х.  Миколаїв  (878)
- м. Новий Биків (2956)
- х. Гаврилівка (449)
- х. Замогильне  (32)
- Новобиківський радгосп  (71)
- Територія цукроварні (291)
- х. Українка (147)
- с. Петрівка (3337)
- х. Запоріжжя (410)
- Петрівський радгосп  (22)
- х. Йосипівка (82)
- с. Піски (2812)
- х. Рокитне (595)
- х. Балабанів (7)
- х. Бірки (416)
- х. Глибіно (19)
- х. Дідове (51)
- х .Красне (143)
- с. Старий Биків (1745)
- х. Олександрія (72)
- с. Ядлівка (4615)
- х. Глухів (86)

Населені пункти району у 1939 році (кількість населення) (44167)
- с. Білоцерківці
- с. Бригинці
- с. Веприк
- с. Вороньки
- с. Козацьке
- с. Нова Басань (7466-7558)
- c. Миколаїв
- с. Мочалище
- х. Новоселиця
- с. Новий Биків
- х. Гаврилівка
- х. Українка
- с. Петрівка
- х. Запоріжжя
- с. Осовець
- с. Піски
- c. Рокитне
- х. Бірки
- х. Глибіна (тепер територія ГО "СТ Зуєв сад")
- c. Дідове
- х .Красне
- с. Старий Биків
- х. Олександрія (нині не існує)
- селище відділу Радгоспу Жовтневий
- х. Катеринівка
- х. Вишневий
- c. Олександрівка
- х. Лідин
- с. Щаснівка
- х. Гарт
- с. Ядлівка

Населені пункти району у 1946 році: перелік співпадає зі складом району у 1939 році, за виключенням ліквідованих  х.Глибіна  і  х.Олександрія. Село Ядлівка 1945 року перейменоване на Перемогу.

## Населення
На 1923 р - 30136 осіб.
На 1 січня 1926 р. — 38039 осіб
За даними перепису 1926 р. - 49,5 тис осіб.
На 1936 р - 52640 осіб.
За даними "скасованого" перепису 1937 р. - 40,3 тис осіб.
За даними перепису 1939 р. - 44199 осіб.
На 1 листопада 1943 р. - 29498 осіб

## Особи
Див. також Категорія:Уродженці Бобровицького району
- Лопата Василь Іванович (1941, с. Нова Басань) — український художник і письменник. Лауреат Національної премії імені Тараса Шевченка, народний художник України, лауреат Національної премії України ім. Т. Г. Шевченка, автор сучасної української гривні.